# Paulino Alcántara
Paulino Alcántara Riestrá (Iloílo, Filipinas, 7 de octubre de 1896-Barcelona, 13 de febrero de 1964) fue un futbolista y médico español de origen filipino. Jugador histórico del Fútbol Club Barcelona, es considerado como la primera gran figura del club, en el cual anotó 395 golesen 399 partidos. Fue el más alto registro alcanzado por algún integrante del club hasta que en 2014 fue superado por Lionel Messi.
Fue el primer jugador nacido en Asia en jugar en un club europeo.
En 2007, Alcántara fue reconocido oficialmente por la FIFA como el mejor futbolista asiático de todos los tiempos,convirtiéndose al mismo tiempo en uno de los mejores jugadores de la historia de este deporte.

## Trayectoria

### Inicios
Nacido en la entonces Capitanía General de Filipinas, territorio ultramar español y motivo por el que poseía la nacionalidad española, al estar su padre médico-militar destinado allí. En 1899 llegó a Barcelona junto a sus padres, el mismo año en que se funda el Foot-ball Club Barcelona. En edad infante, año 1909, se inició en el Athletic Club Galeno, club fundado por estudiantes de medicina y predecesor del Universitary Sport Club. Dotado de un talento innato, el propio Paulino, quien tras ahorrar dos pesetas para pagar su membresía de socio del F. C. Barcelona, acudió a Joan Gamper para que instaurase un equipo infantil y poder jugar, y al tiempo, debutar en el primer equipo.

### Sus años dorados en Barcelona

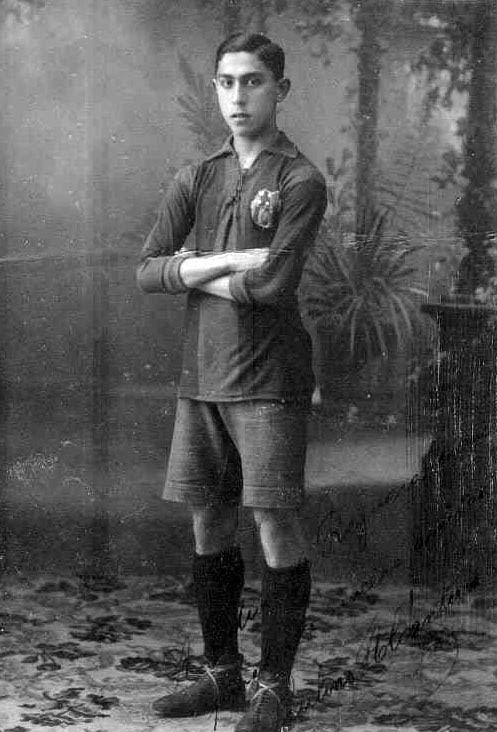
Alcántara en sus primeros años en el FC Barcelona

Tras ser inscrito con el Foot-ball Club Barcelona, debutó el 25 de febrero de 1912 con apenas 15 años, 4 meses y 18 días, estableciendo una marca de precocidad vigente en el club a fecha de 2021. Fue autor de un hat-trick en la victoria por 0-9 frente al desaparecido Català Sport Club, máximo rival del F. C. Barcelona de la época. Dejó patente una gran habilidad, además de un fuerte chut con ambas piernas, cualidades que le sirvieron para ser uno de los mejores futbolistas de su época, y no en vano, se convirtió años después en el máximo goleador de la historia del club con 138 goles en 134 partidos disputados entre 1912 y 1927.
Fue además uno de los jugadores de mayor trayectoria en la entidad, si bien entre 1916 y 1918 regresó a Filipinas, entonces bajo gobierno estadounidense, para estudiar medicina. Allí se enroló en el Bohemian Sporting Club, en Manila, con el que logró dos títulos del campeonato nacional, anotando un total de 24 goles en 23 partidos. Dichas actuaciones no pasaron desapercibidas en el territorio nacional y fue por ello convocado con la selección filipina. Con el combinado nacional disputó los Juegos del Lejano Oriente de 1917 celebrados en Tokio —competición precursora de los Juegos Asiáticos—. Allí participó en la victoria por 15-2 frente a Japón —la mayor derrota encajada por la selección nipona— al anotar dos de los tantos. Historia del fútbol filipino. En el segundo encuentro, se retiraron tras una trifulca provocada por un penalti (que supuso el 4-0) frente a China. Fueron sus únicas dos internacionalidades con su país natal.
De vuelta en España, con la condición a sus padres de no abandonar los estudios, Paulino se logró el apodo de «el romperredes». Esto fue debido a un suceso acontecido en un partido en Burdeos frente al combinado galo, con el jugador vistiendo la camiseta de la selección española, el 30 de abril de 1922. Un lanzamiento suyo se coló en la portería y atravesó la red ante la sorpresa de los presentes. Si bien la hazaña fue tildada de epopéyica y así narrada por los aficionados y medios de la época, años más tarde su excompañero de selección Manuel López Travieso —autor de dos tantos en aquel encuentro, igual que Paulino— confesó la realidad de los hechos acaecidos:

“[...] Fue, no obstante, un hermoso goal. Pero sucedió algo inaudito para aquella fausta fecha de nuestro balompedismo. El raso balonazo tomando una dirección angulada (derecha del portero), no encontró el obstáculo acostumbrado. La red, una red construida aproximadamente en tiempos de Carlos Martel, se hallaba a tono con los acordes musicales esparcidos por el field: repletita de agujeros. Y entre aquel orquestal y chirene ruido salió aquello de que el chut de Alcántara rompió la red. Nada más que eso [sic.].”.
Manuel López Travieso. Crónica en el Excelsius, 1933.

En su palmarés figuran cinco Copas de España, no pudo disputar ningún partido de la Liga española de fútbol ya que se retiró del fútbol en 1927, un año antes de que se celebrase la primera edición del torneo, estrenado en 1928.

### Selección nacional
Fue cinco veces internacional con la selección española, de la que también fue seleccionador, con la que debutó el 7 de octubre de 1921, el día de su 25 cumpleaños. Antes jugó en la selección filipina, con dos apariciones y dos goles anotados. Pese a su extraordinaria facilidad para anotar, no pudo acudir a ninguna gran cita internacional, especialmente los Juegos Olímpicos de Amberes 1920 donde España logró la medalla de plata. Aplicado en sus estudios, y tal como le prometió a su padre, anteponía estos al deporte y renunció acudir para terminar sus exámenes finales.

### Gestión de clubes
Alcántara fue director del FC Barcelona de 1931 a 1934 y presidente de la Asociación de Jugadores del FC Barcelona en 1959.
También entrenó a las selecciones española y catalana de fútbol entre 1951 y 1953. 

## Carrera fuera del fútbol

### Medicamento
En 1916, Alcántara volvió a Filipinas para estudiar Medicina, su vocación desde pequeño, pero la situación del FC Barcelona hizo que en abril de 1918 volviese a Barcelona. Desde mediados de los años 1920, compaginó su carrera deportiva con el ejercicio de la medicina.

### Política
En la década de 1930s, Alcántara ingresó a política y se convirtió en miembro de la Falange Española,la variante del Fascismo español.

### Participación en la guerra civil española
El 4 de agosto de 1936, huyó a Andorra y Francia por fracasar en Barcelona el Alzamiento Nacional el 19 de julio de 1936.
Entró en Navarra y se presentó voluntario a la Junta Carlista en Pamplona en octubre de 1936; le concedieron el rango de alférez y le destinaron a un hospital del Requeté de Zaragoza.
Durante la guerra civil española, en la primera época, Alcántara participó en numerosas operaciones militares del ejército franquista con el Primer Batallón del Segundo Regimiento de Carros de Combate en las provincias de Huesca y Teruel en 1937.
Desde el 13 de octubre de 1937, Alcántara también fue miembro del temible Primer Batallón de la Brigada Mixta Legionaria italiano-española “Flechas Negras” (Frecce Nere).
El Primer Batallón de la Brigada Mixta Legionaria Flechas Negras en el que estuvo Paulino Alcántara hasta incluso después de finalizar la guerra civil española, era una unidad del Cuerpo de Unidades Voluntarias (Corpo Truppe Volontarie) enviado y dirigido directamente por Benito Mussolini en auxilio del bando franquista.
Con los Flechas Negras , Alcántara ascendió al grado de tenientey sirvió en los frentes de Guadalajara, Aragón y Cataluña, entrando a Barcelona el 26 de enero de 1939, con la Brigada Mixta Legionaria  de los Flechas Negras, junto al General Yagüe.
El diario La Vanguardia del 21 de febrero de 1939, relataba con detalle las explicaciones dadas por el teniente franquista Paulino Alcántara en una visita a su redacción: “Ha llegado con las tropas nacionales el doctor Alcántara, que pudo salir pronto del abismo marxista y, cara al sol y cara al enemigo, ha llevado una campaña brillantísima en la Sanidad del Caudillo, habiendo alcanzado el grado de teniente”.

### Cargos durante el franquismo
Ya concluida la guerra civil española, hasta el 2 de marzo de 1940, Paulino Alcántara permaneció en Barcelona adscrito a la Brigada Mixta Legionaria de los “Flechas Negras” como teniente.
Asimismo ocupó diversos cargos en el franquismo, tanto en la Falange Española Tradicionalista y de las JONS como en la Junta Provincial de Barcelona de la Hermandad Nacional de Alféreces Provisionales, durante las décadas posteriores al triunfo del bando sublevado.

## Vida personal
Alcántara estaba casado con Blanca López Alcántara, una española, de Barcelona, con quien tuvieron dos hijos. 
Alcántara era hijo de Eduardo Alcántara Garchitorena, un español nacido en Filipinas Insulares que era de Manila, que sirvió como soldado en el ejército español, y Victoriana Camilan Riestrá, una filipina de ascendencia mixta nativa y española de iloilo, que tuvo 7 hijos, 4 niños y 3 niñas, todos nacidos en Filipinas.
Alcántara tenía doble ciudadanía de Filipinas y España. 
Alcántara murió en 1964 en la edad de 67 años y fue enterrado en Barcelona, Cataluña, España. 

## Estadísticas

### Clubes
Datos actualizados a fin de carrera deportiva.
Antes de su incorporación al Foot-ball Club Barcelona se inició en el Athletic Club Galeano —predecesor del Universitary Sport Club—. De 1916 a 1918 jugó el campeonato nacional filipino con el Bohemian Sporting Club del entonces Gobierno Insular de las Islas Filipinas, territorio no incorporado de los Estados Unidos, en el que se desconoce el desglose estadístico por temporadas de sus 23 partidos y 24 goles. Los datos ofrecidos son los del archivo documental del F. C. Barcelona, que difiere en algunas cifras con el Gran diccionario de jugadores del Barça.
| Club                                        | Temporada     | Div.          | Liga        | Liga        | Copa        | Copa        | Regional    | Regional    | Total | Total | Media goleadora |
| Club                                        | Temporada     | Div.          | Part.       | Goles       | Part.       | Goles       | Part.       | Goles       | Part. | Goles | Media goleadora |
| ------------------------------------------- | ------------- | ------------- | ----------- | ----------- | ----------- | ----------- | ----------- | ----------- | ----- | ----- | --------------- |
| F.C Barcelona                               | 1911-12       | 1.ª C.        | Inexistente | Inexistente | –           | –           | 1           | 3           | 1     | 3     | 3.00            |
| F. C. Barcelona                             | 1912-13       | 1.ª C.        | Inexistente | Inexistente | 4           | 5           | –           | –           | 4     | 5     | 1.25            |
| F. C. Barcelona                             | 1913-14       | 1.ª C.        | Inexistente | Inexistente | –           | –           | 2           | 1           | 2     | 1     | 0.50            |
| F. C. Barcelona [[Fútbol Club Barcelona\|]] | 1914-15       | 1.ª C.        | Inexistente | Inexistente | –           | –           | 9           | 4           | 9     | 4     | 0.44            |
| F. C. Barcelona                             | 1915-16       | 1.ª C.        | Inexistente | Inexistente | 4           | 4           | 11          | 25          | 15    | 29    | 1.93            |
| Bohemian S. C.                              | 1916-17       | 1.ª           | ?           | ?           | Inexistente | Inexistente | Inexistente | Inexistente | ?     | ?     | ?               |
| Bohemian S. C.                              | 1917-18       | 1.ª           | ?           | ?           | Inexistente | Inexistente | Inexistente | Inexistente | ?     | ?     | ?               |
| Total club                                  | Total club    | Total club    | 23          | 24          | 0           | 0           | 0           | 0           | 23    | 24    | 1.04            |
| F. C. Barcelona                             | 1918          | 1.ª C.        | Inexistente | Inexistente | –           | –           | 2           | –           | 2     | 0     | 0               |
| F. C. Barcelona                             | 1918-19       | 1.ª C.        | Inexistente | Inexistente | 5           | 7           | 12          | 11          | 17    | 18    | 1.06            |
| F. C. Barcelona                             | 1919-20       | 1.ª C.        | Inexistente | Inexistente | 3           | 3           | 9           | 14          | 12    | 17    | 1.42            |
| F. C. Barcelona                             | 1920-21       | 1.ª C.        | Inexistente | Inexistente | –           | –           | 8           | 7           | 8     | 7     | 0.88            |
| F. C. Barcelona                             | 1921-22       | 1.ª C.        | Inexistente | Inexistente | 4           | 8           | 7           | 16          | 11    | 24    | 2.18            |
| F. C. Barcelona                             | 1922-23       | 1.ª C.        | Inexistente | Inexistente | –           | –           | 8           | 7           | 8     | 7     | 0.88            |
| F. C. Barcelona                             | 1923-24       | 1.ª C.        | Inexistente | Inexistente | 7           | 8           | 7           | 4           | 14    | 12    | 0.86            |
| F. C. Barcelona                             | 1924-25       | 1.ª C.        | Inexistente | Inexistente | 2           | –           | 1           | –           | 3     | 0     | 0               |
| F. C. Barcelona                             | 1925-26       | 1.ª C.        | Inexistente | Inexistente | 6           | 3           | 14          | 4           | 20    | 7     | 0.35            |
| F. C. Barcelona                             | 1926-27       | 1.ª C.        | Inexistente | Inexistente | 4           | 2           | 4           | 2           | 8     | 4     | 0.50            |
| Total club                                  | Total club    | Total club    | 0           | 0           | 39          | 40          | 95          | 98          | 134   | 138   | 0.97            |
| Total carrera                               | Total carrera | Total carrera | 23          | 24          | 39          | 40          | 95          | 98          | 157   | 162   | 1.03            |
| 1. 2. 3.                                    |               |               |             |             |             |             |             |             |       |       |                 |

### Selecciones

#### Goles internacionales
| #  | Fecha                    | Estadio                           | Rival    | Goles | Resultado | Competición               |
| -- | ------------------------ | --------------------------------- | -------- | ----- | --------- | ------------------------- |
| 1. | 10 de septiembre de 1917 | Tokio, Japón                      | Japón    | 0–1   | 2–15      | Juegos del Lejano Oriente |
| 2. | 10 de septiembre de 1917 | Tokio, Japón                      | Japón    | ?–?   | 2–15      | Juegos del Lejano Oriente |
| 3. | 9 de octubre de 1921     | San Mamés, Bilbao                 | Bélgica  | 1–0   | 2–0       | Amistoso                  |
| 4. | 9 de octubre de 1921     | San Mamés, Bilbao                 | Bélgica  | 2–0   | 2–0       | Amistoso                  |
| 5. | 18 de diciembre de 1921  | Campo de O'Donnell, Madrid        | Portugal | 2–0   | 3–1       | Amistoso                  |
| 6. | 18 de diciembre de 1921  | Campo de O'Donnell, Madrid        | Portugal | 3–0   | 3–1       | Amistoso                  |
| 7. | 30 de abril de 1922      | Stade Sainte-Germaine, Le Bouscat | Francia  | 1–0   | 4–0       | Amistoso                  |
| 8. | 30 de abril de 1922      | Stade Sainte-Germaine, Le Bouscat | Francia  | 2–0   | 4–0       | Amistoso                  |

### Entrenador
| Equipo | Año  |
| ------ | ---- |
| España | 1951 |

## Palmarés
Campeonatos nacionales
FC Barcelona
Copa de España: (5)
- 1912/13, 1919/20, 1921/22, 1924/25, 1925/26

Campeonatos regionales (12)
- Copa de los Pirineos: (2)
  - 1912, 1913
- Campionat de Catalunya: (10)
  - 1912/13, 1915/16, 1918/19, 1919/20, 1920/21, 1921/22, 1923/24, 1924/25, 1925/26, 1926/27

Bohemian S.C.
- Campeonato Apertura Masculino de la Federación Filipina de Fútbol: (2)
  - 1916/17, 1917/18

Competición internacional 
Selección de fútbol de Filipinas
Juegos de Campeonato del Lejano Oriente:
- Medalla de plata (1917)